# AOM
AOM var ett franskt flygbolag som gick i konkurs 2001. Air Outre Mer (AOM) grundades 1988 på den franska ön Réunion i Indiska Oceanen och inledde flygningar 1990. 1991 fusionerades AOM med Minerve, ett annat franskt flygbolag med Parisflygplatsen Orly som bas. Det fusionerade bolaget kallades AOM French Airlines. 
AOM utmanade jätten Air France på inrikesflyg och flygningar till de franska kolonierna. Bolaget hade dock dålig lönsamhet och ackumulerade stora förluster. 1999 förvärvade Swissair 49 % av aktierna i bolaget men skulderna fortsatte växa. 2001 ställde bolaget in alla flygningar och ett par månader senare var konkursen ett faktum. 